# Negative Erziehung
Negative Erziehung ist ein nicht einheitlich definierter Begriff der Erziehungswissenschaft, der auf die Erziehungsphilosophie Jean-Jacques Rousseaus (1712–1778) zurückgeht, abzielend auf eine Art „Erziehung zur selbstbestimmten Enthaltung von Lastern und Schlechtigkeit“. Die Uneinheitlichkeit im Begriffsverständnis dreht sich weniger um das von Rousseau formulierte Erziehungsziel selbst, als vielmehr um die Normenbestimmung, wo Lasterhaftigkeit und Schlechtigkeit beginnt und endet, sowie um die Frage, welche Handlungsspielräume den Erziehenden gegenüber dem Heranwachsenden dabei im Erziehungsprozess zukommen sollen, was für die Erziehenden zu tun zulässig sein soll und was nicht.

## Bedeutung bei Rousseau
In seiner Schrift Emile oder über die Erziehung (1762; deutsch 1789–91) entwickelte Rousseau das Konzept einer „natürlichen Erziehung“. Demnach ist der Mensch von Natur aus gut, genauer formuliert: Seine Anlagen können sich der Möglichkeit nach zu seinem Besten oder zu seinem Verderben entwickeln. Fehlentwicklungen sind schädlichen gesellschaftlichen Einflüssen zuzuschreiben. Rousseau geht dabei davon aus, dass durch die vergesellschaftete Lebensform der Mensch dazu neigt oder sogar dazu genötigt wird, sich mit seinesgleichen zu vergleichen, wozu es zur Ausbildung der verderblichen Leidenschaften gekommen sei.
Rousseau war es insbesondere ein Dorn im Auge, wenn Erzieher auf Leidenschaften wie „Wetteifer, Eifersucht, Neid, Eitelkeit, Habgier und Feigheit“ setzten. Da er wenig Hoffnung hatte, dass solche Laster ausgerottet werden können, bestimmte er es als die Aufgabe der Pädagogik, diese Einflüsse, um eine gesunde Entwicklung des Kindes zu gewährleisten, immerhin abzuschirmen.

„Die erste Erziehung muß also rein negativ sein. Sie darf das Kind nicht in der Tugend und in der Wahrheit unterweisen, sondern sie muß das Herz vor Laster und den Verstand vor Irrtümern bewahren.“

Die aktive positive Auseinandersetzung mit den Strukturen der Zivilisation wie beispielsweise der Erfindung des Privateigentums, der gesellschaftlichen Arbeitsteilung, mit Moralvorstellungen und Glaubensüberzeugungen wird erst dann angestrebt, wenn die Bildung des Urteils über physische Erscheinungen abgeschlossen ist und Émile mit seinem Erzieher und Mentor in die Gesellschaft eintritt. Die „Negative Erziehung“ schafft dadurch Schonräume und ermöglicht eine von gesellschaftlichen Einflüssen unabhängige Urteilsbildung.
Rousseaus Begriff der negativen Erziehung kann nicht als eine Form von Antipädagogik aufgefasst werden, weil die Aufgabe des Erziehers in einem modernen Verständnis ausgesprochen pädagogisch bestimmt worden ist, und zwar im Sinne der Selbsttätigkeit, wie sie als pädagogisches Grundprinzip in den neuhumanistischen Bildungsbegriff Wilhelm von Humboldts Eingang gefunden hat. Rousseaus Erzieher hatte demnach alle Hände voll zu tun, sämtliche sozialen (Familienerziehung) und gesellschaftlichen Einflüsse (standesbürgerliche Erziehung) aus der durch einen pädagogischen Vertrag des Hauslehrers mit den leiblichen Eltern Émiles gesicherten häuslichen Erziehung fernzuhalten.
Zeitgenössisch hat Immanuel Kant in seinen Pädagogik-Vorlesungen Begriff und Konzept der „negativen Erziehung“ von Rousseau übernommen und bestätigt:

„Ich wüßte übrigens nicht, was in der Erziehung und vorzüglich in der ersten, nothwendiger und wichtiger wäre als die negative Erziehung, sowohl die prohibitive als die inhibitive.“

## Negative Erziehung als Erziehungsutopie
Als Erziehungsutopie hat die negative Erziehung eine lange Tradition. Von Platons „Staat“ über Goethes „Pädagogische Provinz“ („Wilhelm Meister“) bis zu den pädagogischen Inseln der Landerziehungsheime im 20. Jahrhundert (Reformpädagogik) ist der Gedanke immer wieder belebt worden, häufig auch unter dem Stichwort der Nicht-Erziehung.
Die Reformpädagogin Ellen Key, die ebenso wenig wie Rousseau das Erziehen als solches in Frage stellte, wenngleich sie dieses überaus kritisch hinterfragend betrachtete, und die zugleich eine tiefe Ablehnung gegen die in ihrem Zeitalter in der Erziehung vorherrschende ständige Ausübung von Zwängen hegte, schrieb zur Jahrhundertwende (um 1900 n. Chr.):

„Das Kind nicht in Frieden zu lassen, das ist das größte Verbrechen der gegenwärtigen Erziehung gegen das Kind. Dahingegen wird eine im äußeren sowie im inneren Sinne schöne Welt zu schaffen - in der das Kind wachsen kann; es sich darin frei bewegen zu lassen, bis es an die unerschütterliche Grenze des Rechts anderer stösst, - das Ziel der künftigen Erziehung sein.“

## Negative Erziehung als Bewahrpädagogik
Da sich Rousseau unter anderem gegen die frühe Lektüre von Büchern als „Geißel der Kindheit“ aussprach, wird die negative Erziehung im Bereich der Medienpädagogik auch als Bewahrpädagogik angesprochen.
In Bezug auf die moralische und sittliche Erziehung hielten sich die Vorstellungen einer negativen Pädagogik als Bewahrpädagogik im Bereich der geschlechtlichen Unterweisung am längsten. Negative Sexualerziehung, d. h. die Abschirmung der Kinder und Jugendlichen von allen geschlechtlichen Fragen, blieb das Leitprinzip der Pädagogen wie der erzieherische Umgang im häuslichen und schulischen Alltag bis ins ausgehende 20. Jahrhundert.

## Negative Pädagogik
Auf der Basis der Kritischen Theorie mit ihren Untersuchungen zur Negativen Dialektik und der Dialektik der Aufklärung, entwickelten Gabriele Althaus (1976) und Andreas Gruschka (1988) weitestgehend unabhängig voneinander je ein Konzept einer 'Negativen Pädagogik'. Althaus leitet darin aus Marx’ Wertformanalyse und Adornos Negativer Dialektik her, „daß die Erkenntnis maßgeblich wird, daß Widersprüche, Imperative und Negativität in der gesellschaftlichen Basis selbst anzusiedeln sind ...“ Ein zentrales Thema Gruschkas ist die Kritik, dass der auf Normen beruhende nur theoretische Emanzipationsprozess durch eine praktische Erziehung zur Unmündigkeit und Unterwerfung konterkariert wird.